# Noachs meniezwammetje
Het Noachs meniezwammetje (Nectria lugdunensis) is een schimmel behorend tot de klasse Nectriaceae. Het leeft als terrestrische saprotroof. Het komt voor in akkers, ruigtes, bermen en stadsparken.

## Verspreiding
In Nederland komt het Noachs meniezwammetje uiterst zeldzaam voor.